# New Brighton (Pennsylvania)
New Brighton borough az USA Pennsylvania államában, Beaver megyében. Lakosainak száma 5729 fő (2020. április 1.).

## Népesség
A település népességének változása:

| 2010 | 6 025 |
| 2020 | 5 729 |